# SIARD-DK
SIARD-DK er et format til langtidsbevaring af digitalt skabte data eventuelt tilhørende dokumenter.
Formatet er udviklet af Rigsarkivet. Det bruges i Danmark, Grønland og Færøerne til at bevare bevaringsværdige data fra offentlige myndigheders it-systemer i såkaldte arkiveringsversioner.
Formatet er stærkt inspireret af det schweiziske format SIARD 1.0 (Software Independent Archival of Relational Databases), men adskiller sig herfra ved blandt andet at understøtte bevaring af digitale dokumenter samt at stille ekstra krav til dokumentation og tabel- og kolonnebeskrivelser.

## Filosofi
SIARD-formatet bruges til bevare data fra relationelle databaser.
I analysen af det danske it-landskab blev det klart for Rigsarkivet, at det også er nødvendigt at bevare digitale dokumenter, da de udgør en stor del af it-systemernes informationsmængde.
SIARD-DK tager fortsat udgangspunkt i arkivering af komplette databaser, men gør det også muligt at bevare digitale dokumenter (i konverteret form).
Filosofien bag formatet er, at hvis data skal bevares i lang tid (årtier eller endda århundreder), må de bevares uafhængigt af software (database og operativsystem). Derfor indebær formatet også, at data trækkes ud af den kørende database og gemmes i XML-filer, hvis opbygning og indhold er nøje beskrevet.
For at sikre en forståelse af databasens sammenhænge bliver databasens relationer og nøgler også beskrevet og gemt.
Derved gemmes data og sammenhængene i systemet, mens applikationslaget og de funktionaliteter der ligger her (såsom brugergrænsefladen) ikke arkiveres. Til gengæld er det almindeligt at arkivere screendumps af brugergrænsefladen i kontekstdokumentationen.

## Opbygning
Når et it-system arkiveres, laves en kopi af systemets data og metadata, som kaldes for en arkiveringsversion (i modsætning til "driftsversion", som er det kørende it-system).
En arkiveringsversion består groft sagt af fire lag informationer:
1. Beskrivelse af arkivaliets kontekst
2. Beskrivelse af den arkiverede databases opbygning
3. Konkrete data fra databasen
4. Digitale dokumenter

## Anvendelse
Alle bevaringsværdige digitale data fra danske kommuner, regioner og statslige myndigheder skal bevares i SIARD-DK-format.

## Juridisk grundlag
SIARD-DK er beskrevet i Rigsarkivets bekendtgørelse 1007, og en dertil hørende vejledning.

## Software
Der findes i øjeblikket to offentligt tilgængelige værktøjer, som kan benyttes i arbejdet med SIARD-DK:
- ADA. Et værktøj udviklet af Rigsarkivet som benyttes til test og validering af arkiveringsversioner[6].
- Database Preservation Toolkit[7][8]. Et værktøj udviklet af portugisiske Keep, som kan benyttes til at konvertere relationelle databaser til forskellige bevaringsformater, herunder SIARD og SIARD-DK.